# Bagaceratòpids
Els bagaceratòpids (Bagaceratopidae) constitueixen una família de dinosaures neoceratopsis. Aquest grup va ser anomenat per Alifanov l'any 2003 però no s'ha proposat cap definició. Per la mancança d'una definició, Bagaceratopidae fou considerat inactiva per Paul Sereno l'any 2005. Alifanov, l'any 2003, va classificar en aquesta família quatre gèneres: Bagaceratops, Breviceratops, Lamaceratops i Platyceratops, en una publicació de l'any 2008 va incloure dins els bagaceratòpids Magnirostris i gobiceratop, de vegades també s'inclou el gènere Ajkaceratops. Alifanov també va suggerir que els bagaceratòpids, a diferència d'altres famílies de neoceratopsis, són d'origen paleoasiàtic.